# Großsteingrab Kleinendorf
Das Großsteingrab Kleinendorf (auch Hohesteine oder Hünensteine genannt) war eine megalithische Grabanlage der jungsteinzeitlichen Trichterbecherkultur bei Kleinendorf, einem Ortsteil von Rahden im Kreis Minden-Lübbecke (Nordrhein-Westfalen). Es wurde im 19. Jahrhundert zerstört.

## Lage
Das Grab befand sich im Südwesten von Kleinendorf im ehemaligen Ortsteil Mühlendamm. Es lag nahe der Gastwirtschaft Jägerkrug auf einem Feld. In der näheren Umgebung gab es ursprünglich noch mindestens drei weitere Großsteingräber: Die beiden Großsteingräber bei Rahden und das Großsteingrab Varl.

## Forschungsgeschichte
Die beiden Gräber in Kleinendorf und Varl wurden 1807 durch Georg zu Münster untersucht. Der genaue Zeitpunkt ihrer Zerstörung ist unbekannt. Johannes Heinrich Müller führte sie 1867 als ausgegangen.

## Beschreibung
Die Anlage war bei Graf Münsters Untersuchung bereits teilweise zerstört. Er konnte noch einen mächtigen Deckstein von 8 Schritt (ca. 6 m) Länge und 3 Schritt (ca. 2,3 m) Breite feststellen, der auf vier Wandsteinen ruhte. Zur Orientierung und zu den Maßen der Gesamtanlage liegen keine Angaben vor. Der genaue Grabtyp lässt sich nicht sicher bestimmen.

## Funde
Die beiden Gräber in Kleinendorf und Varl waren bereits vor Graf Münsters Untersuchung ausgeräumt worden. Er fand nur noch Scherben einer verzierten und einer unverzierten Schale, Scherben weiterer Gefäße und eine Pfeilspitze aus Feuerstein. Es ist allerdings nicht überliefert, welche Funde aus welchem Grab stammen.